# Ленинская улица (Могилёв)

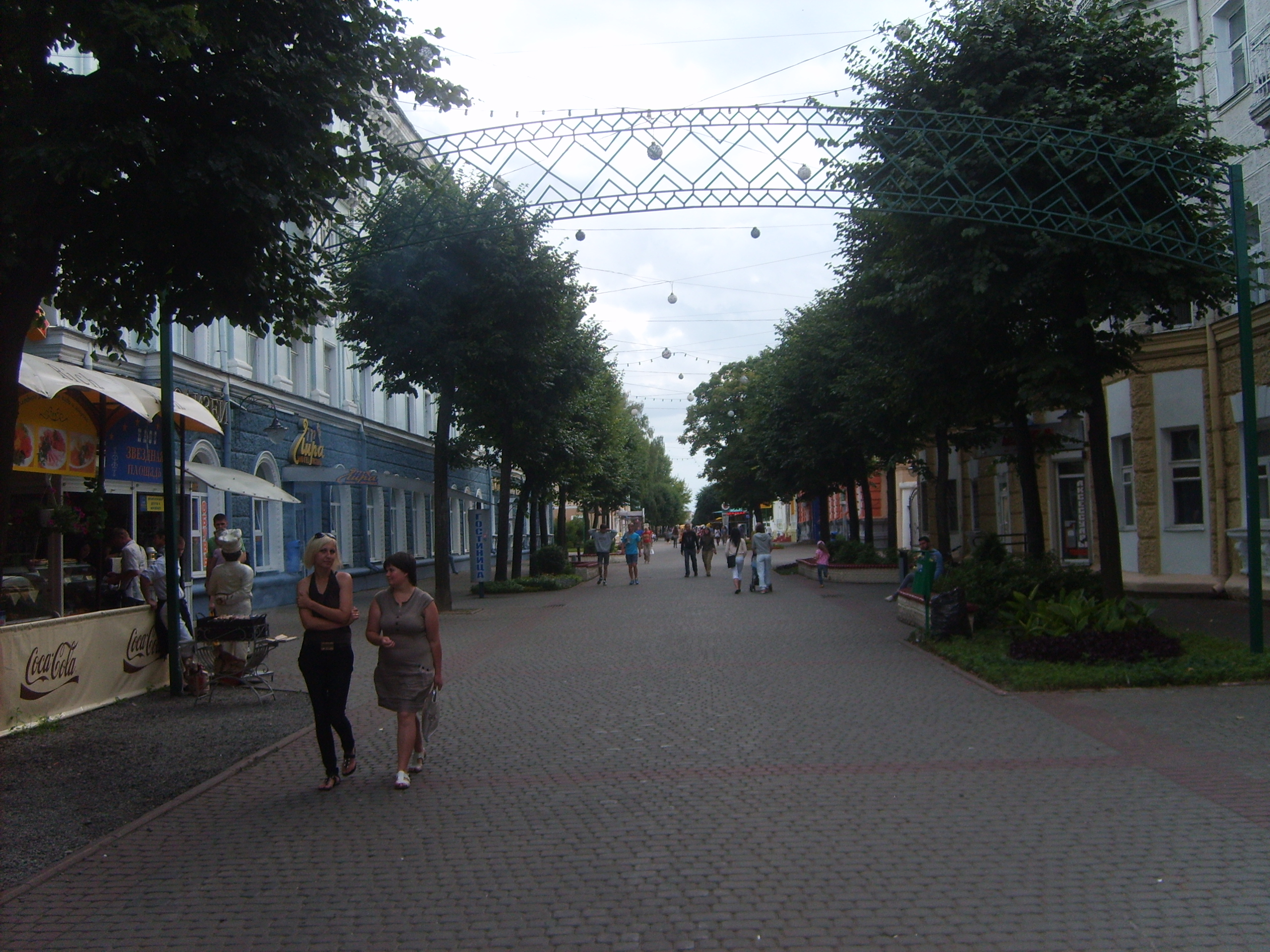
Ленинская улица

Ле́нинская у́лица (старые названия Ветряная, Большая Садовая, Инженерная) расположена в центре города Могилёва. Протянулась от площади Славы до улицы Гришина. Часть улицы является пешеходной.

## История
Улица является одной из старейших в городе. Известна с XVI века, когда сформировалась Торговая площадь, от которой расходились в северном направлении две главные улицы-дороги — Шкловская (ныне ул. Первомайская) и Ветряная. Своё название улица получила в честь Ветряных ворот оборонительного вала.
Улица Ветряная не раз в дальнейшем меняла свое название (Большая Садовая, Инженерная). А в 1919 году была названа в честь В. И. Ленина — улица Ленинская.
Современный облик улицы стал складываться в 1930-е годы. Однако планомерная застройка началась после Великой Отечественной войны, когда по генеральному плану Могилёва 1947—1950 годов проводилась реконструкция и восстановление центральной части города. Большую роль в формировании улицы играют памятники истории, жилой и гражданской архитектуры XVIII — начала XX веков как, например, здание бывшей городской управы — дом № 1 (ныне — один из уникальнейших в Беларуси по своему замыслу, воплощению и популярности у могилевчан и туристов Дворец гражданских обрядов). Рядом находится воссозданный памятник архитектуры 17-го века — городская ратуша. Единый комплекс с домом № 1 составляют дома «торговых рядов» — строения архитектуры эклектического направления XIX века. № 3, 5/1, 5/2.
Дом № 7 построен в 1790 году, о чём говорят цифры на фронтоне — архитектурный памятник классицизма, одно из старейших в городе зданий.
Затем идет территория бывшего архиерейского двора — центра Православия на Беларуси в XVII-XVIII веках. Места, связанные с жизнью и деятельностью архиепископа Могилевского и Белорусского святителя Георгия Конисского.
Дом № 25 — дворец католического архиепископа С. И. Богуша-Сестренцевича.
Сохранилось здание Могилёвской мужской гимназии, в которой учились будущие издатели многотомного энциклопедического словаря братья Александр и Игнатий Гранат, первый президент сената Гавайских островов Николай Судзиловский, главнокомандующий сербской армией, Туркестанский генерал-губернатор Михаил Черняев, математик, географ, геофизик, астроном, исследователь Севера Отто Шмидт.
На Ленинской, 35 стоит построенное в 1898 году здание пединститута (ранее — учительского, педагогического института, ныне — Могилевского государственного университета им.А.Кулешова).
Рядом во дворе дом № 37 — филиал Национального музея живописи — музей имени известного белорусского художника-пейзажиста, уроженца Могилевщины В. К. Бялыницкого-Бирули. Памятник архитектуры барокко. В мае 1780 года этот дом, как самый лучший из существовавших тогда в городе 2-этажных каменных домов, был предоставлен для проживания австрийскому императору Иосифу II для проведения встречи с Екатериной II. С 1815 по 1917 годы в этом доме размещалось Могилёвское дворянское депутатское собрание.
Дом № 50 построен в 1904—1906 по проекту архитектора П. Г. Камбурова, кирпичный, двухэтажный, памятник архитектуры. В нём размещался государственный банк. В советское время там размещались областные управления Госбанка СССР, Жилсоцбанка СССР, Агропромбанка СССР. Сейчас размещается Главное управление по Могилёвской области Национального банка РБ.

## Современность
В 2004 году Ленинская улица, сохранившая наибольшее число домов XIX века, стала пешеходной — зоной отдыха горожан.
На улице расположены некоторые учебные корпуса и общежития Могилёвского государственного университета имени А. А. Кулешова и Белорусско-Российского университета, Могилёвский государственный колледж искусств, Могилёвский государственный музыкальный колледж имени Н. А. Римского-Корсакова, художественный музей Бялыницкого-Бирули, музей истории города, кинотеатр «Радзіма».
К улице примыкают скверы: Театральный, Лютеранский, Комсомольский, Миронова, 40-летия Победы.
У кинотеатра «Радзіма», на площади звёзд установлена бронзовая скульптура звездочёта. Телескоп звездочёта является гномоном солнечных часов. Вокруг скульптуры размещены двенадцать стульев, символизирующие двенадцать знаков зодиака. Создана в современном виде в 2003 году как культурный центр города.
На той части улицы, где разрешено автомобильное движение расположен могилёвский автовокзал, швейная фабрика «Вяснянка», завод Строммашина.